# جويس وليامز
جويس وليامز (بالإنجليزية: Joyce Barclay)‏ هي لاعب كرة مضرب بريطانية، ولدت في 22 يوليو 1944 في دندي في المملكة المتحدة.

## وصلات خارجية
- جويس وليامز على موقع رابطة محترفات التنس (الإنجليزية)
- جويس وليامز على موقع الاتحاد الدولي لكرة المضرب (الإنجليزية)
- جويس وليامز على موقع كأس بيلي جين كينغ (الإنجليزية)
- جويس وليامز على موقع بطولة ويمبلدون (الإنجليزية)
- جويس وليامز على موقع خلاصة التنس.كوم (الإنجليزية)